# Anders Holmberg (Orientierungsläufer)

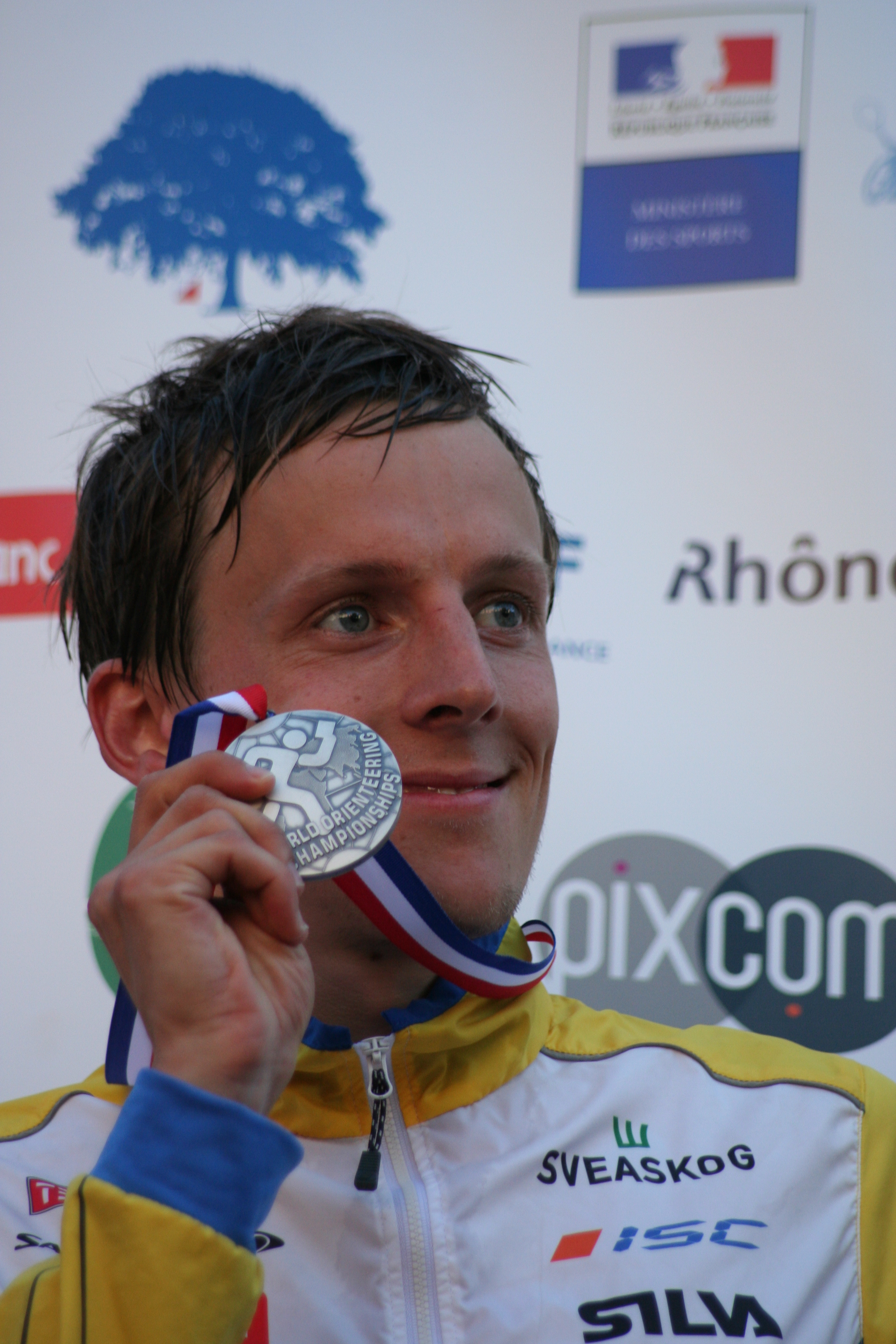
Anders Holmberg mit seiner Sprint-Silbermedaille 2011

Anders Holmberg (* 4. September 1984 in Bankeryd-Jönköping) ist ein schwedischer Orientierungsläufer. 
Bei den Junioren-Weltmeisterschaften 2002 in Alicante (Spanien) belegte Holmberg die Plätze fünf und sechs auf der Lang- bzw. der Mitteldistanz. Mit der Staffel wurde er Dritter. Auch 2003 und 2004 zeigte er gute Leistungen bei Junioren-Weltmeisterschaften, gewann aber keine Medaille. 2008 und 2010 war er Europameisterschafts-Teilnehmer und gehörte dabei 2010 auch zur schwedischen Staffel, die den vierten Platz erreichte. 2011 bei den Weltmeisterschaften in Frankreich wurde Holmberg Vizeweltmeister im Sprint hinter dem Schweizer Daniel Hubmann. In der Staffel mit Olle Boström und David Andersson gewann er Bronze.

## Platzierungen
| | Weltmeisterschaften | Weltmeisterschaften | Weltmeisterschaften | Weltmeisterschaften |  | Europameisterschaften | Europameisterschaften | Europameisterschaften | Europameisterschaften |  | World Games | World Games | World Games |  | Nord. Meisterschaften | Nord. Meisterschaften | Nord. Meisterschaften | Nord. Meisterschaften |  | Schwed. Meisterschaften | Schwed. Meisterschaften | Schwed. Meisterschaften | Schwed. Meisterschaften | Schwed. Meisterschaften | Schwed. Meisterschaften | Schwed. Meisterschaften |  | GWC |
| Jahr | Sp                  | MD                  | LD                  | St                  |  | Sp                    | MD                    | LD                    | St                    |  | Sp          | MD          | St          |  | Sp                    | MD                    | LD                    | St                    |  | Sp                      | MD                      | Kl                      | LD                      | UL                      | N                       | St                      |  | GWC |
| --- | ------------------- | ------------------- | ------------------- | ------------------- |  | --------------------- | --------------------- | --------------------- | --------------------- |  | ----------- | ----------- | ----------- |  | --------------------- | --------------------- | --------------------- | --------------------- |  | ----------------------- | ----------------------- | ----------------------- | ----------------------- | ----------------------- | ----------------------- | ----------------------- |  | --- |
| 2005 |                     |                     |                     |                     |  |                       |                       |                       |                       |  |             |             |             |  | 15.                   | 12.                   | 18.                   |                       |  |                         | 5.                      |                         | 25.                     |                         |                         | 42.                     |  |     |
| 2006 |                     |                     |                     |                     |  |                       |                       |                       |                       |  |             |             |             |  |                       |                       |                       |                       |  | 11.                     |                         |                         | 18.                     | 18.                     |                         | 7.                      |  |     |
| 2007 |                     |                     |                     |                     |  |                       |                       |                       |                       |  |             |             |             |  | 25.                   | 18.                   | 29.                   | 7.                    |  | 10.                     | 5.                      |                         | 3.                      | 10.                     |                         |                         |  | 31. |
| 2008 |                     |                     |                     |                     |  | B1.                   | 42.                   |                       |                       |  |             |             |             |  |                       |                       |                       |                       |  | 7.                      |                         |                         |                         |                         |                         |                         |  | 35. |
| 2009 |                     |                     |                     |                     |  |                       |                       |                       |                       |  |             |             |             |  |                       |                       |                       |                       |  |                         |                         |                         |                         |                         |                         | 5.                      |  |     |
| 2010 |                     |                     |                     |                     |  | 23.                   | 18.                   | 21.                   | 4.                    |  |             |             |             |  |                       |                       |                       |                       |  |                         | 13.                     |                         | 2.                      |                         |                         | 16.                     |  |     |
| 2011 | 2.                  |                     | 19.                 | 3.                  |  |                       |                       |                       |                       |  |             |             |             |  |                       |                       |                       |                       |  |                         |                         |                         |                         |                         |                         |                         |  |     |
| Erklärung: GWC = Gesamt-Weltcup / Sp = Sprint , KD = Kurzdistanz, MD = Mitteldistanz, LD = Langdistanz, Kl = Klassische Distanz, E = Einzelwettbewerb , St = Staffel, N = Nacht-OL |                     |                     |                     |                     |  |                       |                       |                       |                       |  |             |             |             |  |                       |                       |                       |                       |  |                         |                         |                         |                         |                         |                         |                         |  |     |